# Thomas Clausen (astronome)
Pour les articles homonymes, voir Thomas Clausen.
Thomas Clausen est un astronome et mathématicien danois, né le 16 janvier 1801 à Snogbæk, commune de Sottrup, duché de Schleswig et mort le 24 mai 1885  à Tartu.

## Biographie
Comme beaucoup de naturalistes de cette époque, Clausen n'a pas fait d'études universitaires régulières. À douze ans, encore analphabète — il était l'aîné de huit enfants de fermiers pauvres — il fut engagé comme gardien de bétail par Georg Holst, curé du village voisin de Nybøl et amateur de mathématiques et d'astronomie. Holst permit à Clausen de fréquenter l'école et l'aida à s'approprier les connaissances mathématiques élémentaires. Les résultats de l'écolier à l'examen final furent extraordinaires.
Vers 1819, recommandé par Holst, il se rendit à Altona auprès de Heinrich Christian Schumacher. De 1824 à 1827, il fut assistant dans l'observatoire astronomique dirigé par Schumacher, dont l'adjoint Peter Andreas Hansen lui enseigna beaucoup de mathématiques. Ses rapports avec Schumacher étaient tendus, entre autres parce que Clausen était amoureux d'une nièce de Schumacher.

En janvier 1827, Joseph von Utzschneider (de) conclut un contrat avec Clausen pour l'employer dans son célèbre institut d'optique à Munich. Clausen renouvela alors sa cour à la nièce de Schumacher, mais essuya de nouveau un refus et une interdiction de visite, ce qu'il prit comme une offense manifeste. Ce n'est que fin novembre 1828 que Clausen partit pour Munich et fut accueilli chez Utzschneider. Il eut là aussi certains ennuis. En 1833, il tomba gravement malade, et l'on ne sait rien sur lui durant la période de 1834 à 1840. En juin 1840, il retourna chez Schumacher, en piteux état, après un long voyage à pied de Munich à Altona. Le 12 juin, Gauss avait écrit à Schumacher : 

« Il serait tout de même très regrettable que son talent vraiment exceptionnel pour les mathématiques abstraites dépérisse ainsi complètement. N'y aurait-il pas quelque chose à faire pour lui ? »

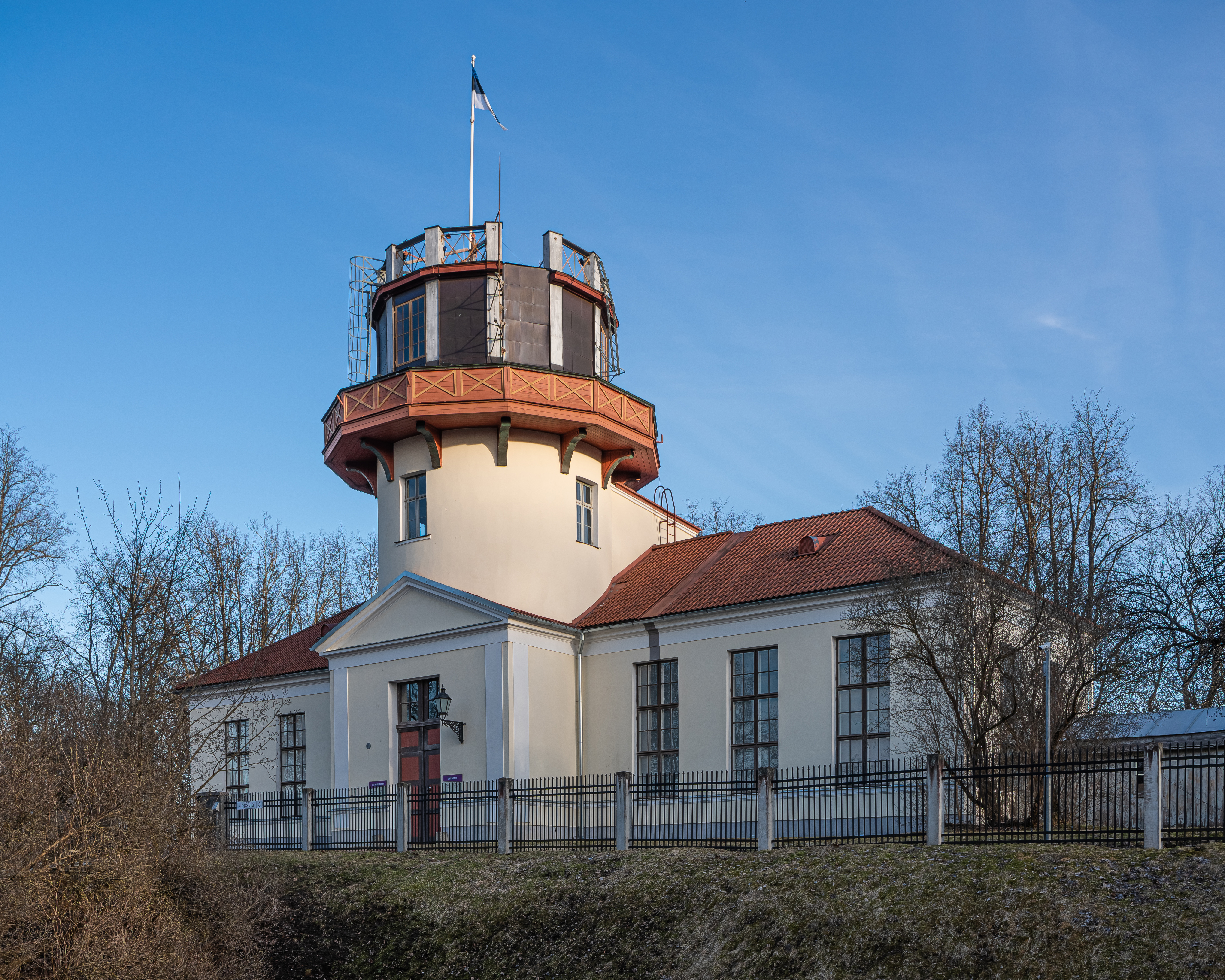
Observatoire astronomique de Tartu.

À l'observatoire d'Altona, il accepta un poste d'observateur. En 1842, il devint observateur sous l'autorité de Mädler et en 1865 professeur, à l'observatoire de Tartu. En 1866, il succéda à Mädler comme directeur de cet observatoire, fonction qu'il occupa jusqu'à sa retraite en 1872 (pour laquelle il avait obtenu un report de cinq ans).

## Œuvre
Clausen acquit sa notoriété en astronomie principalement comme calculateur. Il s'occupait en particulier des orbites de comètes. Il publia dès 1823 un article dans les Astronomische Nachrichten, sur le calcul des longitudes par les occultations des étoiles par la Lune et, en 1840, un traité sur la comète découverte en 1770 par Charles Messier.
Son goût extraordinaire pour le calcul le portait aussi vers les mathématiques pures. Le 3 novembre 1826, il écrivait à Utzschneider : « L'étude théorique des mathématiques a toujours eu pour moi le plus grand intérêt. »
C'est ainsi qu'il publia en 1840 un article au Journal de Crelle sur la construction à la règle et au compas de lunules de même aire qu'un carré donné (redécouvrant des faits qu'il ignorait connus, et formulant une conjecture démontrée seulement en 1935 par Chebotarev) et, en 1847, un calcul des 247 premières décimales du nombre π, grâce à la variante de Hutton de la formule de Machin.
Il s'intéressait aussi à des questions de théorie des nombres ; en 1840, il découvrit, indépendamment de Karl Georg Christian von Staudt, une propriété des nombres de Bernoulli aujourd'hui appelée théorème de von Staudt-Clausen. En 1853, il trouva la décomposition en facteurs premiers de 1017 – 1 = 32 × 2 071 723 × 5 363 222 357 et en 1854 celle du nombre de Fermat F6 = 264 + 1 = 274 177 × 67 280 421 310 721, découvrant ainsi un nombre premier plus grand que tous ceux connus auparavant.
Il trouva également dans le domaine des séries des résultats remarquables. Par exemple, il donna dès 1830 — avant Hjortnaes (1953), Melzak (1973) et Apéry (1978) — une série convergeant rapidement vers ζ(3) :
{\displaystyle \zeta (3)={\frac {\pi }{2}}\sum _{k=0}^{\infty }{\frac {\binom {2k}{k}}{2^{4k}(2k+1)^{2}}}-{\frac {3}{8}}\sum _{k=0}^{\infty }{\frac {1}{{\binom {2k+1}{k}}(k+1)^{3}}}.}

## Honneurs
Clausen reçut un prix de l'Académie royale danoise des sciences et des lettres pour son mémoire de 1840 sur la comète.
Il fut nommé docteur honoris causa de l'université de Königsberg en 1844 et, en 1869, de l'université de Saint-Pétersbourg, en même temps que son collègue Ferdinand Minding.
Il fut élu membre de la Royal Astronomical Society de Londres en 1848 et correspondant de l'Académie des sciences de Göttingen (1854) et de celle de Saint-Pétersbourg (1856). Il reçut deux prix de l'Académie des sciences de Göttingen.
Gauss (d'ordinaire avare de compliments, comme l'a fait remarquer Humboldt) a loué à maintes reprises les capacités mathématiques de Clausen.